# Хазне
Ал-Хазне (на арабски: الخزنة – съкровищница) е набатейски храм от епохата на елинизма, най-сложният в древния едомитски град Петра, Йордания. Издълбан е в пясъчник, което е много характерно за древногръцката архитектура.

## История
Построен е като мавзолей и крипта в началото на I век по времето на Аретас IV. В превод от арабски името означава съкровищница и идва от легендата, че бандити и пирати са скрили плячката си високо в каменна урна.
Значителни щети от куршуми могат да се видят по урната. Местните приписват това на бедуините, за които се смята, че са стреляли по урната с надеждата да я счупят и съкровището да потече. Друга легенда разказва, че храмът е служил като съкровищница на египетския фараон по времето на Мойсей.
Много от архитектурните детайли на сградата са ерозирали по време на изминалите 2000 години, откакто е била изсечен. Входът е ограден от статуи на митичните близнаци Кастор и Полидевк, които били живели на Олимп и в подземния свят.